# Pauvre Pierrot
Pour plus de détails, voir Fiche technique et Distribution.
Pauvre Pierrot est un dessin animé réalisé par Émile Reynaud en partenariat avec Thomas Alva Edison en 1891 et projeté pour la première fois le 28 octobre 1892.

## Le premier dessin animé du cinéma

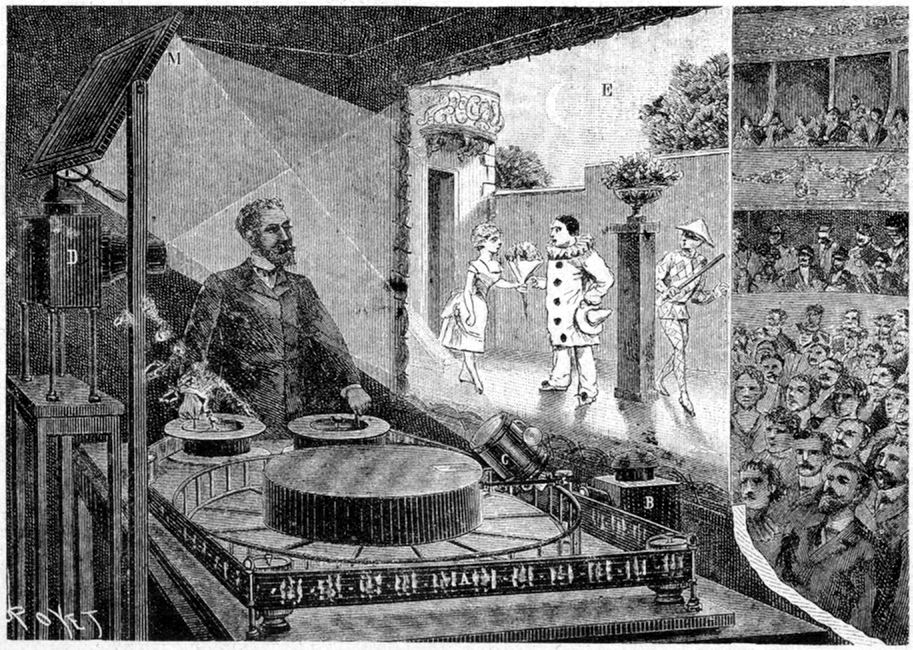
Première performance publique du théâtre optique par Reynaud en 1892

Le film utilise le procédé du théâtre optique, permettant à Reynaud de projeter une bande de 70 mm de large, dessinée et peinte à la main, alors que le kinétographe de Thomas Edison venait de filmer ses premières bandes et que le cinématographe de Louis Lumière n'existait pas encore. 
La technique utilisée était ce qu'on a appelé par la suite l'animation sans caméra.
Ces premières projections du cinéma étaient accompagnées au piano par des musiques spécialement écrites par le compositeur Gaston Paulin, mais non enregistrées. Des tiges d’argent disposées sur la bande flexible à des moments clés actionnaient un bruiteur qui, à l’aide d’un électro-aimant, produisait en synchronisme avec l'image, par exemple le bruit des coups portés sur Pierrot par Arlequin. 
Ce film fait partie de la première programmation des Pantomimes Lumineuses dont les projections eurent lieu au Cabinet fantastique du musée Grévin de 1892 à 1900, rassemblant un demi-million de spectateurs. Cette première programmation qui dura jusqu'en 1894 comprenait deux autres films qui ont disparu : Un bon bock (peint en 1888) et Clown et ses chiens (peint en 1890).
La bande originale a été donnée en 1926 par la famille Reynaud au Conservatoire national des arts et métiers (CNAM). Elle est conservée aux Archives françaises du film du CNC et n'a jamais fait l'objet d'une numérisation. Plusieurs copies grandeur nature, pour des reconstitutions de théâtre optique, et deux adaptations en format 35 mm ont été réalisées par Julien Pappé et ses collaborateurs au studio Magic Films. Les adaptations cinématographiques ne durent que 4 minutes. La première adaptation, réalisée en 1993 comporte des recadrages qui ne sont pas d'origine. La seconde a été réalisée en 1996, elle a été numérisée et est diffusée par les Archives françaises du film.

## Synopsis
Une nuit, Arlequin vient voir son amour, Colombine. Mais, alors que Pierrot frappe à la porte, Arlequin se cache. Pierrot offre des fleurs à Colombine puis s'en va. Peu après, Pierrot, revient pour jouer de la mandoline à Colombine, mais Arlequin lui fait peur avec un bâton, et le pauvre homme s'enfuit.

## Fiche technique
- Titre original : Pauvre Pierrot
- Réalisation et scénario : Émile Reynaud, Thomas Edison
- Musique : Gaston Paulin, Johnson D. Mister Chem's
- Paroles : Louis Morin
- Animateur : Émile Reynaud
- Société de production : Edison Manufacturing Company
- Pays d’origine : France, États-Unis
- Langue originale : français (avec pas de vocale), anglais américain (avec vocal)
- Format spécifique : 70 mm couleur, procédé : animation sans caméra
- Genre : animation - comédie - pantomime
- Durée : environ 5 minutes
- Date de sortie : 28 octobre 1892 ( France), 1er janvier 1893 ( États-Unis)